# Zvezdara
Zvezdara è un comune della Serbia componente la città di Belgrado.